# Королятино
Королятино — деревня в Сусанинском районе Костромской области. Входит в состав Сумароковского сельского поселения.

## География
Деревня расположена в западной части Костромской области, в подзоне южной тайги, к югу от автодороги 34Н-3 и деревни Попадьино, на расстоянии приблизительно 16 километров (по прямой) на восток от посёлка городского типа Сусанино, административного центра района. 

### Климат
Климат характеризуется как умеренно континентальный, с продолжительной холодной зимой и коротким сравнительно тёплым летом. Среднегодовая температура воздуха — 2,6 °C. Средняя температура воздуха самого холодного месяца (января) — −12 °C; самого тёплого месяца (июля) — 18 °C. Продолжительность периода активной вегетации растений (выше 10 °C) составляет примерно 127 дней. Годовое количество атмосферных осадков — 610 мм, из которых большая часть выпадает в тёплый период.

## История
В XIX веке деревня относилось к Галичскому уезду Костромской губернии. 

## Население
| 2008 | 2010 | 2014 |
| ---- | ---- | ---- |
| 13   | ↘5   | ↗11  |

### Историческая численность населения
Постоянное население составляло 95 человек (1897 год), 79 (1907), 10 в 2002 году (русские 100 %), 10 в 2022.

## Инфраструктура
Личное подсобное хозяйство с зоной сельскохозяйственного использования, индивидуальная застройка усадебного типа. В 1907 году здесь отмечено было 11 дворов.

## Достопримечательности, памятные места
Усадьба Пановых (Королятино) XVII в.

## Транспорт
Деревня доступна автотранспортом. 